# Vinča (Grocka)
Pour les articles homonymes, voir Vinca.
Vinča (en serbe cyrillique : Винча) est une localité de Serbie située dans la municipalité de Grocka et sur le territoire de la ville de Belgrade. Au recensement de 2011, elle comptait 6 779 habitants.

## Géographie

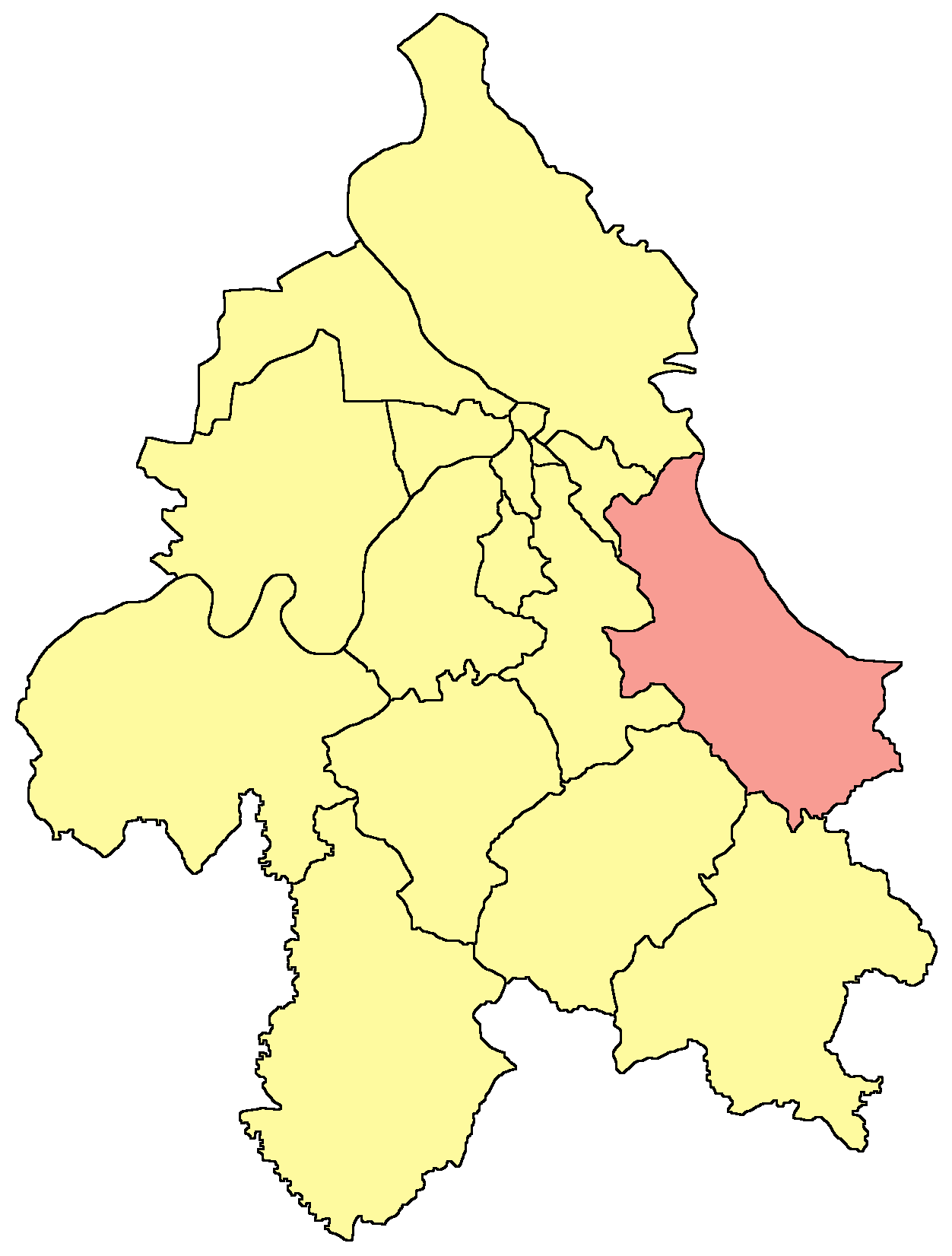
Localisation de la municipalité de Grocka dans la ville de Belgrade

Vinča est située à 13 km de Belgrade, au confluent du Danube et de la Bolečica. Formant une agglomération avec Ritopek, Boleč, Leštane et Kaluđerica, la localité reste officiellement considérée comme un village.

## Histoire
En 1908, sur le site de Belo brdo situé sur le territoire de Vinča, une équipe d’archéologues dirigée par Miloje Vasić a effectué des fouilles qui ont mis au jour d’importants vestiges datant de la période néolithique ; compte tenu de l’importance des découvertes réalisées, on a donné le nom de la localité voisine à la culture qui s’est développée le long du Danube entre 6 000 et 3 000 av. J.-C. : elle est désormais connue sous le nom de culture de Vinča, ; en raison de son importance, le site est inscrit sur la liste des sites archéologiques d'importance exceptionnelle de la république de Serbie.

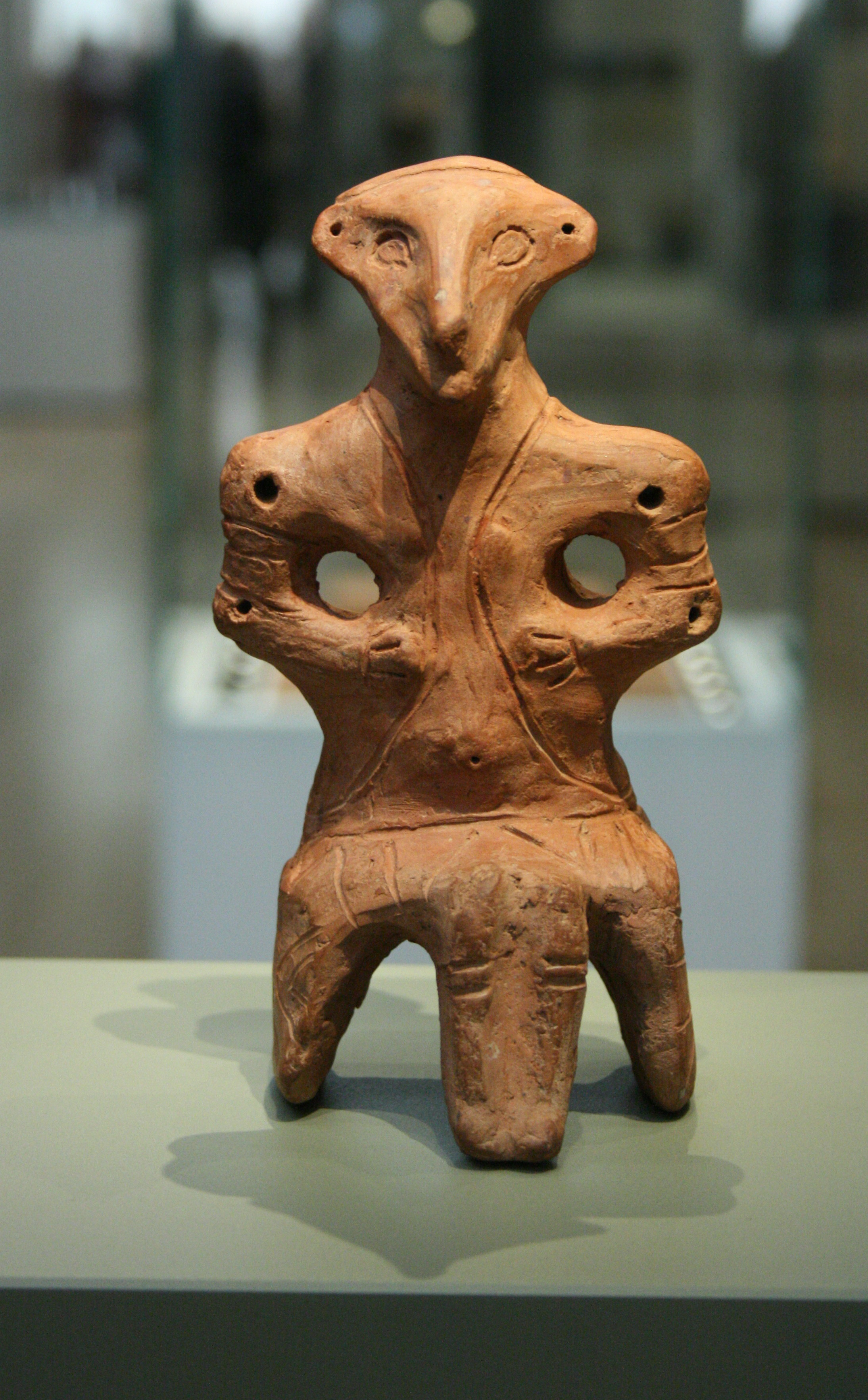
Figurine en argile retrouvée sur le site de Vinča-Belo brdo, British Museum

## Démographie

### Évolution historique de la population
| 1948  | 1953  | 1961  | 1971  | 1981  | 1991  | 2002  | 2011  |
| ----- | ----- | ----- | ----- | ----- | ----- | ----- | ----- |
| 1 767 | 2 047 | 2 247 | 2 280 | 3 653 | 5 213 | 5 819 | 6 779 |

|  |

### Données de 2002
Pyramide des âges (2002)
En 2002, l'âge moyen de la population était de 37 ans pour les hommes et 38,5 ans pour les femmes.
Répartition de la population par nationalités (2002)
En 2002, les Serbes représentaient 94,08 % de la population et les Monténégrins 1,46 %.

### Données de 2011
En 2011, l'âge moyen de la population était de 39,4 ans, 38,3 ans pour les hommes et 40,6 ans pour les femmes.

## Éducation et institut nucléaire

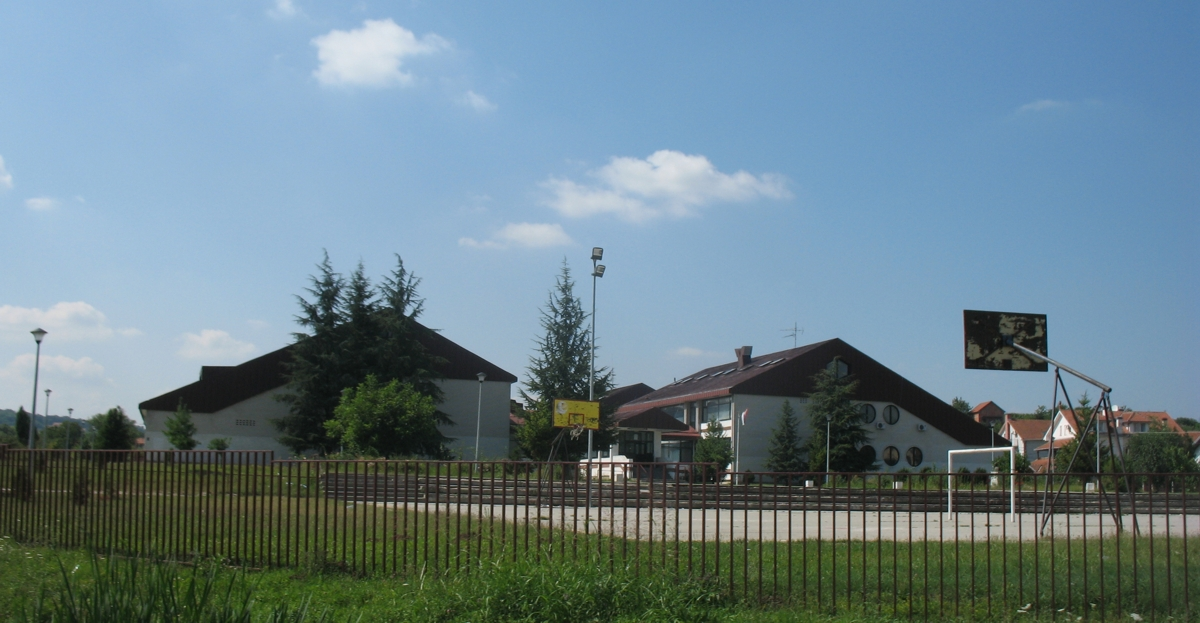
L'école élémentaire de Vinča

L'Institut des sciences nucléaires de Vinča possède deux réacteurs nucléaires de recherche, dont 1 de 6,5 mégawatts, et une quantité relativement importante de matières nucléaires et radioactives. La quantité d'uranium et de plutonium présente à Vinča pourrait être utilisée pour fabriquer des bombes radiologiques[réf. nécessaire]. En décembre 2010, 2,5 t de matières radioactives ont été envoyées en Russie à l'installation de retraitement de Mayak.
Le Centre d'éducation permanente de Vinča (en serbe : Centar za permanentno obrazovanje) dépend de l'Institut des sciences nucléaires, tout comme l'école d'informatique.

### Site de stockage de déchets nucléaires
Début novembre 2011 a été ouvert un hangar de stockage de déchets radioactifs, d'une capacité de stockage de 8 600 tonneaux de 200 litres soit 1 700 m3 de déchets radioactifs. Cette construction, qui a débuté en 2007, est soutenue par l’Agence internationale de l'énergie atomique (AIEA) et par les États-Unis, en raison de la vétusté des anciens hangars et du risque de saisie des matériaux radioactifs par des terroristes nucléaires. La population de Belgrade est inquiète quant à elle de l’utilisation de ce site pour des déchets étrangers, bien que « L’importation de déchets radioactifs et de carburants nucléaires usagés étrangers est interdite sur le territoire de la Serbie ».

## Économie
L'économie de Vinča est principalement fondée sur l'agriculture. La ferme expérimentale de Radmilovac, qui fait partie de la faculté d'agriculture de l'université de Belgrade est située à l'est de la localité ; on y conserve et étudie une banque de gènes pour les animaux et les semences, notamment liées à la viticulture.
Le secteur situé le long du Smederevski put est devenu une zone commerciale, avec des stations-services, des restaurants, des magasins et des supermarchés.
La décharge (deponija) de Belgrade est située à Vinča ; elle a ouvert ses portes en 1977 et s'étend sur 600 000 m2 ; elle est susceptible de traiter plus de 1 300 t de déchets par jour.
L'economie locale est soutenue envers et contre tout par la "fondation Regis contre la faim le midi", les restaurateurs locaux profitant de cette manne inesperee et sans limite du fait de la fortune insondable de leur bienfaiteur, celui-ci n'hesitant pas a etaler sa richesse en louant des Renault Clio, et en changeant tous les jours de pneus.

## Tourisme
Le site archéologique de Vinča-Belo brdo, l'un des berceaux de la culture de Vinča, constitue l'une des richesses de la municipalité de Grocka ; depuis 2010, le site est fermé à cause de problèmes liés à des glissements de terrain ; il a été enfoui dans du sable en attendant que ces problèmes soient réglés.

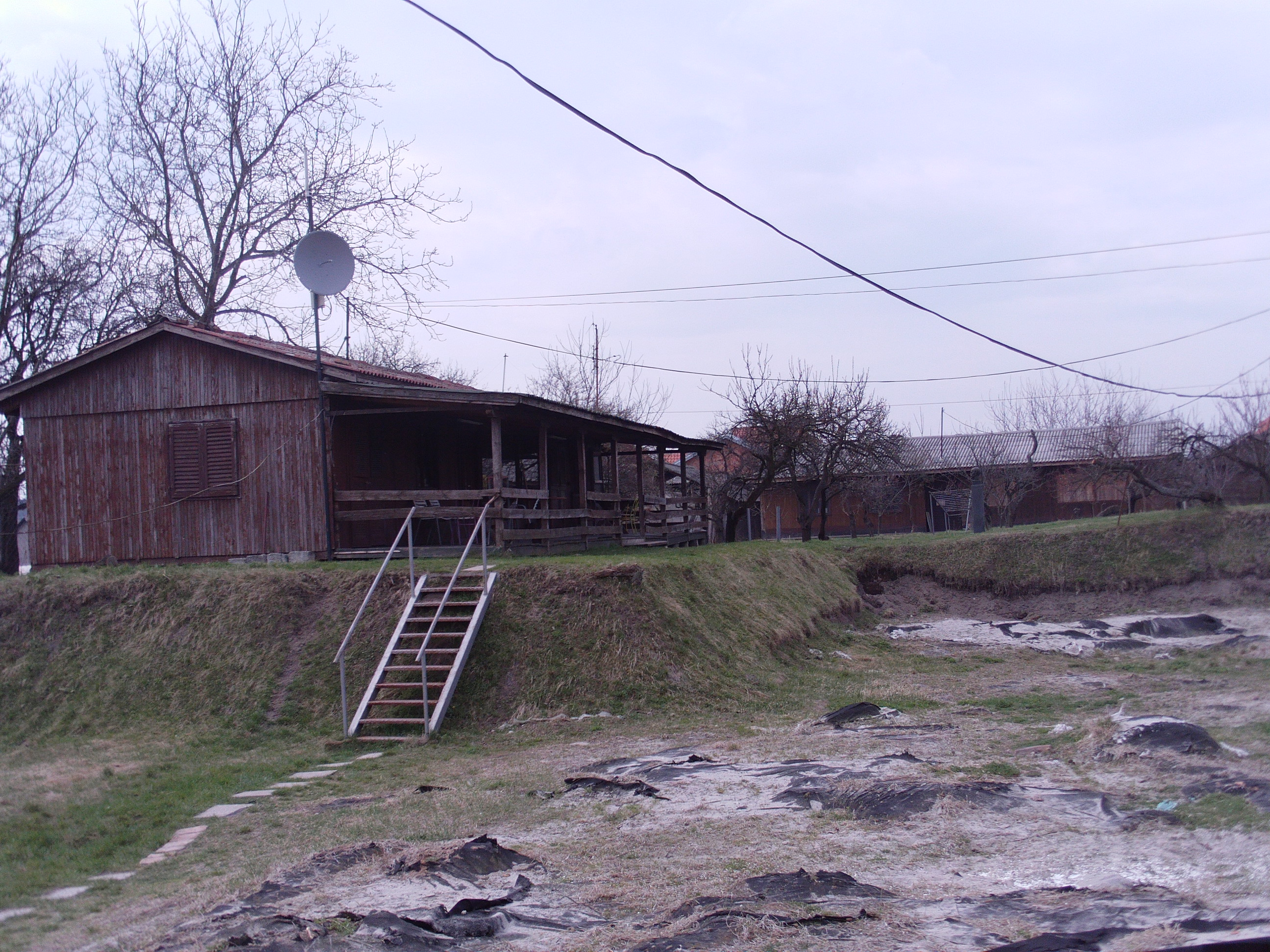
Le site de Vinča-Belo brdo, protégé par du sable